# Guido Imbens

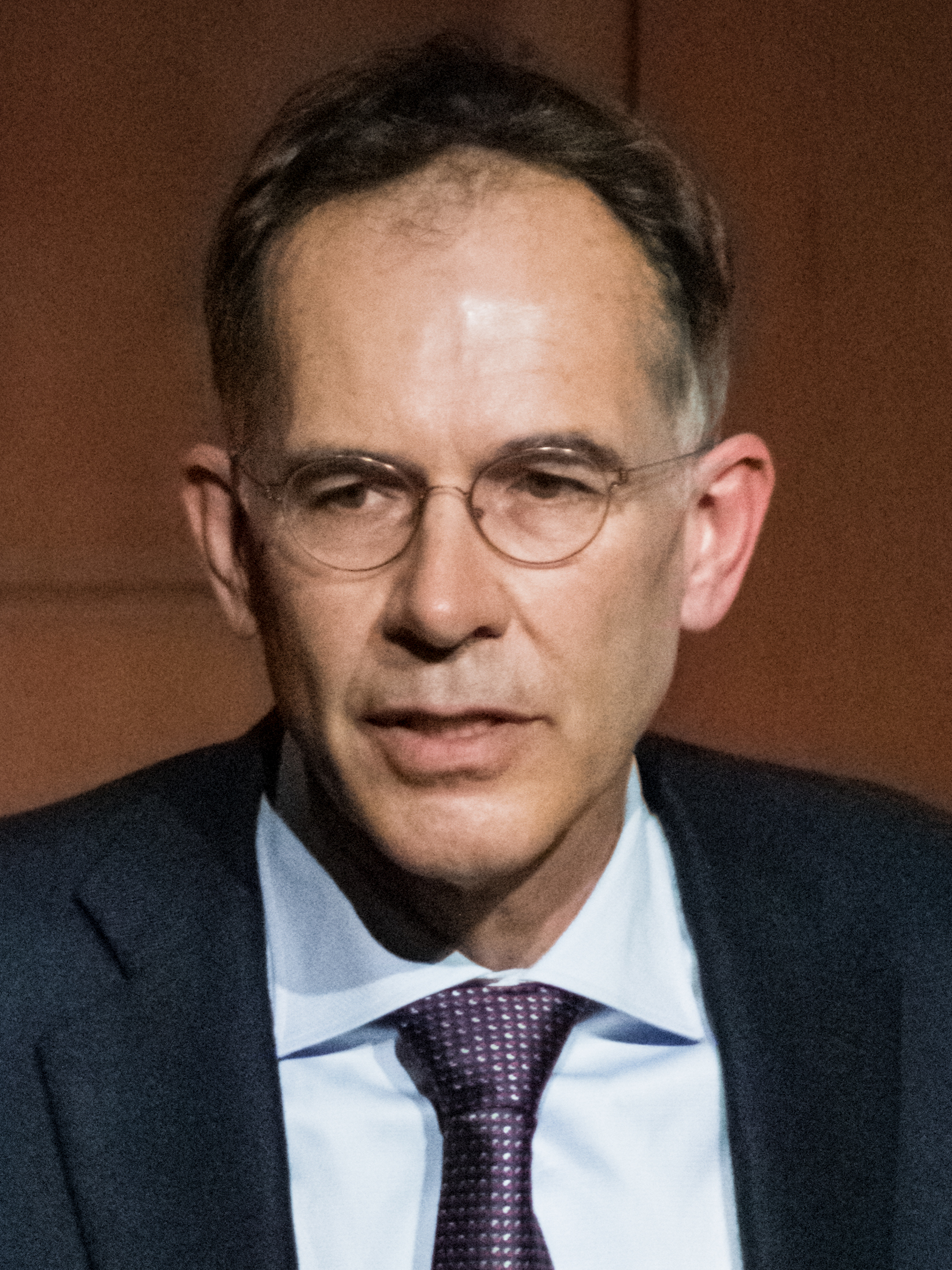
Guido Imbens, 2022

Guido Wilhelmus Imbens (* 3. September 1963 in Geldrop) ist ein niederländisch-amerikanischer Wirtschaftswissenschaftler und Hochschullehrer. 2021 wurde er zusammen mit David Card und Joshua Angrist mit dem Alfred-Nobel-Gedächtnispreis für Wirtschaftswissenschaften ausgezeichnet.

## Leben
Imbens studierte an der Erasmus-Universität Rotterdam und an der Universität Hull bis 1986, bevor er in die USA ging. 1991 erhielt er seinen Ph.D. an der Brown University. Anschließend lehrte er an der Harvard University, UCLA und UC Berkeley. Seit 2012 ist er Professor an der Stanford Graduate School of Business.
Guido Imbens forscht in den Bereichen Ökonometrie und Statistik. Sein Forschungsschwerpunkt liegt auf der Entwicklung statistischer Methoden zur Identifizierung kausaler Inferenz mittels Matching, Instrumentvariablenschätzung und Regressions-Diskontinuitäts-Analyse.
Imbens ist Fellow der Econometric Society (2001) und seit 2009 in der Liste der Mitglieder der American Academy of Arts and Sciences. 2017 wurde er als ausländisches Mitglied in die Königlich Niederländische Akademie der Wissenschaften gewählt. 2019 wurde Imbens für vier Jahre zum Herausgeber der Zeitschrift Econometrica ernannt. 2020 wurde er zum Fellow der American Statistical Association gewählt.
Gemeinsam mit Joshua Angrist wurde er 2021 mit dem Alfred-Nobel-Gedächtnispreis für Wirtschaftswissenschaften für ihre Beiträge zur Analyse kausaler Zusammenhänge ausgezeichnet. Die beiden teilen sich die Hälfte des Preises, die andere Hälfte ging an David Card. 2022 wurde Imbens in die National Academy of Sciences gewählt.
Er ist Ehrendoktor der Universität St. Gallen und der Brown University.
Im Jahr 2002 heiratete er die Ökonomin Susan Athey. Sie haben gemeinsam drei Kinder.

## Publikationen
Monographie
- Guido Imbens und Donald Rubin: Causal Inference for Statistics, Social, and Biomedical Sciences: An Introduction. Cambridge University Press, 2015, ISBN 978-0-521-88588-1.

Artikel mit mehr als 3000 Zitationen bei Google Scholar (Stand Oktober 2020)
- Guido Imbens und Jeffrey Wooldridge: Recent developments in the econometrics of program evaluation. In: Journal of Economic Literature 47(1), S. 5–86, 2009, doi:10.1257/jel.47.1.5.
- Guido Imbens und Thomas Lemieux: Regression discontinuity designs: A guide to practice. In: Journal of Econometrics 142(2), S. 615–635, 2008, doi:10.1016/j.jeconom.2007.05.001.
- Guido Imbens: Nonparametric estimation of average treatment effects under exogeneity: A review. In: Review of Economics and Statistics 86(1), S. 4–29, 2004, doi:10.1162/003465304323023651.
- Joshua Angrist, Guido Imbens und Donald Rubin: Identification of causal effects using instrumental variables. In: Journal of the American Statistical Association 91(434), S. 444–455, 1996, doi:10.1080/01621459.1996.10476902.
- Joshua Angrist und Guido Imbens: Identification and estimation of local average treatment effects. In: National Bureau of Economic Research Working Paper Series, 1995, doi:10.3386/t0118.